# Hurley (Novo México)
Hurley é uma cidade  localizada no estado americano de Novo México, no Condado de Grant.

## Demografia
Segundo o censo americano de 2000, a sua população era de 1464 habitantes.
Em 2006, foi estimada uma população de 1377, um decréscimo de 87 (-5.9%).

## Geografia
De acordo com o United States Census Bureau tem uma área de
2,6 km², dos quais 2,6 km² cobertos por terra e 0,0 km² cobertos por água.

## Localidades na vizinhança
O diagrama seguinte representa as localidades num raio de 60 km ao redor de Hurley.